# Прапор Новомиколаївського району
Пра́пор Новомикола́ївського райо́ну — офіційний символ Новомиколаївського району Запорізької області, затверджений 5 вересня 2003 року рішенням сесії Новомиколаївської районної ради.

## Опис
Прапор являє собою прямокутне зелене полотнище, що має співвідношення сторін 2:3 та розділене по діагоналі від верхнього вільного краю синьою смугою. У верхньому куті біля древка вміщено герб району, а в нижньому правому — наїзника нa жовтій колісниці.
Герб має вигляд перетятого круглого щита, на лазуровому полі якого зображено стилізований золотий колос, на нижньому золотому — трактор, обрамлений вінком із зелених дубових листків, обвитих пурпуровою стрічкою, що містить золоті цифри «1923». Навколо щита, обрамленого стилізованим колом соняшника, на зеленому бордюрі розміщено напис «Новомиколаївський район Запорізької області» та силует коня.